# Salice (Messina)
Salìce is een plaats (frazione) in de Italiaanse gemeente Messina.